# Дидоренко, Эдуард Алексеевич
Эдуа́рд Алексе́евич Дидо́ренко (10 июля 1938, Ворошиловград, УССР — 1 сентября 2007, Луганск, Украина) основатель и первый ректор Луганского государственного университета внутренних дел, генерал-полковник милиции, профессор, член-корреспондент Академии правовых наук Украины, заслуженный юрист Украины, награждён 16-ю орденами и медалями СССР, Афганистана, Украины, 32-мя наградами МВД Украины и России, почётный гражданин Луганска (1997 г.), пгт. Новоайдара (2001 г.), Луганщины (2007 г.).
В поселке Юбилейном Луганской области улица Карла Маркса, на которой расположен Луганский государственный университет внутренних дел, переименована в улицу Э. А. Дидоренко.

## Биография
Родился и вырос в семье педагогов.
Отец — Дидоренко Алексей Андреевич (1903—1963), Заслуженный учитель школы Украинской ССР, участник Великой Отечественной,
награждён орденом Красной Звезды, медалями «За боевые заслуги»,
«За оборону Сталинграда», «За взятие Варшавы», «За взятие Будапешта», «За победу над Германией», «За победу над Японией». Первый начальник областного управления образования,
20 лет — директор Луганского областного института усовершенствования учителей.
Мать — Дидоренко (Кушнарёва) Елена Георгиевна (1918—2004), учитель географии, директор Каменнобродской школы.
Вдова — Дидоренко Светлана Фёдоровна (род. 24 августа 1939)
Сын — Евгений Эдуардович Дидоренко (род. 16 февраля 1963) — поэт, композитор, бард

## Образование
- 1946—1953 — СШ № 20 Ворошиловграда
- 1953—1955 — Ворошиловградская школа ВВС Министерства обороны СССР.

### Высшее образование
- 1966 — закончил Ростовский государственный университет
- 1977 — Академия МВД СССР
- 1979 — Адъюнктура Всесоюзного НИИ МВД СССР.

## Трудовая деятельность
- 1956 — Слесарь Ворошиловградского тепловозостроительного завода.
- 1957 — Направлен в органы внутренних дел трудовым коллективом Ворошиловградского тепловозостроительного завода
- 18 лет на оперативной работе
- 1957 — Оперуполномоченный УГРО
- 1974 — Заместитель Начальника УГРО Ворошиловградского областного управления МВД
- 1975 — 1984 — Работал Заместителем начальника, начальником Управления МВД в Ивано-Франковской области.
- 1984—1989 — Заместитель, Первый Заместитель министра внутренних дел УзССР
- 1989—1994 — начальник Управления УМВД в Луганской области.

### Луганское училище милиции
- 1993 — Возглавил созданное по его инициативе спец. учебное заведение — Луганское училище милиции в посёлке Юбилейный
- 1994 — Луганский Институт МВД
- 2002 — Луганская академия МВД имени 10-летия независимости Украины,
- 2005 — Луганский государственный университет внутренних дел, пребывал на посту его руководителя до последнего дня своей жизни…

Э. А. Дидоренко один из первых создателей концепции борьбы с организованной преступностью, активный участник разработки Законов Украины:
- «О милиции»,
- «Об оперативно-розыскной деятельности»,
- «Об организационно-правовых основах борьбы с организованной преступностью».
- Автор 10 монографий, 15 учебников и учебных пособий, многочисленных разработок по проблемам криминологии, уголовного процесса, оперативно-розыскной деятельности,
- Более 100 предложений и экспертных заключений к проектам законодательных актов Украины.

## Государственная деятельность
Эдуард Алексеевич Дидоренко неоднократно избирался на высокие общественные посты:
- Депутат Верховной Рады Украины Первого созыва,
- Депутат Луганского Областного Совета трех созывов,
- Член Президиума Облсовета,
- Председатель Постоянной Комиссии по вопросам Образования, Культуры,

Молодежи и Спорта и Комиссии по Вопросам депутатской деятельности, законности и информации;
- Член Государственной Аккредитационной Комиссии МОН Украины,
- Член Научно-Консультационного Совета при Верховном Суде Украины,
- Председатель Совета Ректоров ВУЗов Луганской области,
- Председатель Областной Организации Союза юристов Украины.

## Награды
- 1970 г. — медаль «За доблестный труд»
- 1972 г. — орденская медаль «За службу Родине» Золотой степени (Будапешт)
- 1975 г. — знак «Заслуженный работник МВД»
- 1988 г. — медаль «Воину-интернационалисту от благодарного афганского народа»
- 1992 г. — почётное звание «Заслуженный юрист Украины»
- 1996 г. — почётный знак МВД Украины
- 1997 г. — памятный знак «Почетный гражданин Луганска»
- 1998 г. — орден Святого Константина Великого
- 1998, 2003 гг. — орден «За заслуги» ІІІ и ІІ степени
- 1999 и 2003 гг. — орден УПЦ «Святого равноапостольного великого князя Владимира» ІІІ и ІІ степени
- 2001 г. — орден УПЦ «Покрова Пресвятой Богородицы»
- 2001, 2004 гг. — орден УПЦ «Преподобного Нестора Летописца» ІІ и І степени
- 2002 г. — грамота Верховной Рады Украины «За заслуги перед украинским народом»
- 2004 г. — орден Князя Ярослава Мудрого V степени
- 2007 г. — памятный знак «Почетный гражданин Луганщины»

А также 32-е медали, нагрудных знака и знака отличия МВД Украины и России.

## Память
11 сентября 2007 года распоряжением Кабинета Министров Украины № 729-р Луганскому государственному университету внутренних дел присвоено имя его основателя Э. А. Дидоренко.
В сентябре 2007 года в пос. Юбилейном ул. Карла Маркса была переименована в ул. имени Эдуарда Дидоренко.
10 июля 2008 года открыт класс-музей Э. А. Дидоренко и мемориальная доска.